# Гнилицкий сельский совет (Великобурлукский район)
Гнилицкий сельский совет — входит в состав Великобурлукского района Харьковской области Украины.
Административный центр сельского совета находится в селе Гнилица.

## История
- 1954 — дата образования.

## Населённые пункты совета
В состав сельского совета входят:
- село Гнилица
- село Аркушино
- село Зеленый Гай